# Зайчиков, Михаил Дмитриевич
Михаил Дмитриевич Зайчиков (1 января 1901 года, посёлок, ныне пгт Вача, Вачский район, Нижегородская область — 1 августа 1962 года, Солнечногорск, Московская область) — советский военный деятель, Генерал-майор (1945 год).

## Начальная биография
Михаил Дмитриевич Зайчиков родился 1 января 1901 года в посёлке ныне пгт Вача Вачского района Нижегородской области.

## Военная служба

### Гражданская война
В августе 1919 годы был призван в ряды РККА и направлен красноармейцем в 5-й запасной полк (Ярославский военный округ). В марте 1920 года был назначен на должность старшего переписчика Владимирского караульного батальона, в декабре — на должность помощника полкового адъютанта по оперативной части 46-го стрелкового полка войск внутренней службы, затем — на должность адъютанта 79-го отдельного батальона войск внутренней службы, а в марте 1921 года — на должность адъютанта 8-го батальона войск ВЧК.

### Межвоенное время
В феврале 1922 года был назначен на должность делопроизводителя по строевой и хозяйственной части 5-й отдельной роты войск ГПУ, в июле — на должность инструктора-техника и адъютанта 6-го отдельного Владимирского дивизиона войск ГПУ, а с сентября по октябрь исполнял должность старшего делопроизводителя оперативного отделения штаба ЧОН Владимирской губернии.
В июне 1923 года Зайчиков был назначен на должность адъютанта, затем — на должность делопроизводителя по строевой и хозяйственной части 7-го Тверского дивизиона войск ОГПУ. В декабре 1924 года был прикомандирован к 8-му Ярославскому дивизиону войск ОГПУ, а вскоре был переведён в 15-й Вятский дивизион войск ОГПУ, где служил на должностях делопроизводителя по строевой и хозяйственной части и адъютанта дивизиона. В августе 1928 года был назначен на должность адъютанта 8-го Ярославского дивизиона войск ОГПУ, в мае 1931 года — на должность помощника начальника штаба, а затем исполнял должность помощника командира по хозяйственной части 26-го полка войск ОГПУ.
В мае 1933 года был направлен на учёбу в Высшую пограничную школу НКВД, после окончания которой в мае 1935 года был направлен в 1-ю пограничную школу, дислоцированную в Ново-Петергоф, где служил на должностях командира-руководителя тактики и исполняющего должность старшего руководителя топографии.
В апреле 1938 года был направлен в Ново-Петергофское военно-политическое училище НКВД (бывшая 1-я пограничная школа), где служил на должностях помощника начальника учебного отдела по военной подготовке, старшего помощника начальника учебного отдела, преподавателя тактики и топографии и начальника курсов усовершенствования командного состава при этом же училище.

### Великая Отечественная война
С началом войны Зайчиков находился на прежней должности. В августе 1941 года был назначен на должность начальника 1-го отделения штаба 1-й стрелковой дивизии войск НКВД (Ленинградский фронт), после чего принимал участие в ходе битвы за Ленинград.
С февраля 1942 года находился в распоряжении Главного управления кадров НКО и в марте того же года был назначен на должность начальника штаба 78-й, а затем — на должность командира 73-й стрелковых дивизий. В октябре был назначен на должность старшего помощника, а в июле 1943 года — на должность заместителя начальника оперативного отдела штаба Юго-Западного фронта, преобразованного в октябре того же года в 3-й Украинский.
В мае 1944 года был назначен на должность начальника штаба 6-го гвардейского стрелкового корпуса, принимавшего участие в ходе Ясско-Кишиневской, Белградской, Будапештской наступательных и Балатонской оборонительной операций. С 8 по 24 ноября временно командовал этим корпусом. За мужество и отвагу, проявленные в боях, Михаил Дмитриевич Зайчиков был награждён орденами Богдана Хмельницкого 2 степени, Отечественной войны 1 степени, и ему было присвоено воинское звание «генерал-майор».
В апреле 1945 года был назначен на должность начальника оперативного отдела, а затем — на должность заместителя начальника штаба 9-й гвардейской армии, принимавшей участие в ходе Венской и Пражской наступательных операций, во время которых вышла на Эльбу.

### Послевоенная карьера
После окончания войны генерал-майор Зайчиков состоял в распоряжении Главного управления кадров НКО и в декабре 1945 года был назначен на должность старшего преподавателя, а затем — на должность начальника научно-исследовательского отдела стрелково-тактических курсов «Выстрел».
Генерал-майор Михаил Дмитриевич Зайчиков в декабре 1950 года вышел в отставку. Умер 1 августа 1962 года в Солнечногорске (Московская область).

## Награды
- Орден Ленина;
- Три ордена Красного Знамени;
- Орден Богдана Хмельницкого 2 степени;
- Два ордена Отечественной войны 1 степени;
- Орден Красной Звезды;
- Медали.